# Martin Grotjahn (Ingenieur)
Martin Grotjahn (* 11. September 1971 in Diepholz, Niedersachsen) ist ein deutscher Ingenieur und Professor für Mechatronik an der Hochschule Hannover. Seine Forschungs- und Lehrgebiete sind theoretische und experimentelle Modellbildung sowie die Applikation der nichtlinearen Regelungstechnik und der Optimalsteuerung bzw. der Modellprädiktiven Regelung.

## Biografie
Grotjahn studierte von 1992 bis 1997  Elektrotechnik an der Gottfried Wilhelm Leibniz Universität Hannover (LUH). Danach wurde er wissenschaftlicher Mitarbeiter am Institut für Mechanik der LUH. Später übernahm er die Funktion des Oberingenieurs für Lehrgebiet Mechatronik des Instituts für Mechanik, aus dem später das Institut für Mechatronische Systeme (imes) entstand, und war in dieser Funktion ab 2000 aktiv am Aufbau des Mechatronik-Zentrums Hannover beteiligt. Nach seiner Promotion zu Thema Kompensation nichtlinearer dynamischer Effekte bei seriellen und parallelen Robotern zur Erhöhung der Bahngenauigkeit wechselte er 2003 zu IAV, wo er sich auf Seiten des Motormanagements in unterschiedlichen Funktionen mit der Entwicklung von Fahrerassistenz- und Regelsystemen der Fahrzeuglängsdynamik beschäftigte. Seit Ende 2009 ist Professur für Elektrotechnik und Mechatronik an der Fakultät 2 – Maschinenbau und Bioverfahrenstechnik – der Hochschule Hannover.
Im Juli 2020 wurde er vom Senat der Hochschule Hannover zum Vizepräsident für Forschung, Entwicklung und Transfer sowie Weiterbildung für vier Jahre gewählt.